# Саурівка
Сау́рівка — село Сніжнянської міської громади Горлівського району Донецької області, Україна. Населення становить 105 осіб.

## Географія
Селом тече річка Комишуваха.

## Історія
Станом на 1873 рік у селищі Саур-Могила Маринівської волості Міуського округу Області Війська Донського мешкало 316 осіб, налічувалось 44 дворових господарства, 15 плугів, 46 коней, 60 пар волів, 402 вівці.

## Загальні відомості
Відстань до райцентру становить близько 34 км і проходить переважно автошляхом Н21.
Землі села межують із територією с-ща. Кринички Амвросіївського району Донецької області.
У безпосередній близькості розташована Савур-могила. Також поруч є регіональний ландшафтний парк «Донецький кряж».
Унаслідок російської військової агресії із серпня 2014 р. Саурівка перебуває на території ОРДЛО.

## Населення
За даними перепису 2001 року населення села становило 105 осіб, із них усі 100 % зазначили рідною українську мову.